# 花地湾駅
花地湾駅（かちわんえき）は、中華人民共和国広東省広州市にある広州地下鉄1号線の駅。

## 駅構造
| 2階  | コンコース                   | 改札口、自動券売機、サービスセンター、駅商店、駅警備室、セキュリティ |                              |
| 地面 | 相対式ホーム、右側の扉が開く | 相対式ホーム、右側の扉が開く                                         | 相対式ホーム、右側の扉が開く |
|      | 2番線                        | 1号線 坑口へ（西塱方面）                                             |                              |
|      | 1番線                        | 1号線 芳村へ（広州東駅方面）                                         |                              |
|      | 相対式ホーム、右側の扉が開く |                                                                      |                              |

## 歴史
- 1997年6月 - 1号線の駅として開業[1]。

## 隣の駅
広州地下鉄
■ 1号線
坑口駅 102 - 花地湾駅 103 - 芳村駅 104